# Tokyoïet
Het mineraal tokyoïet (ook: tokioïet) is een zeer zeldzaam barium-mangaan-ijzer-vanadaat-hydroxide met de chemische formule Ba2(Mn3+,Fe3+)(VO4)2OH.

## Naamgeving
Tokyoïet is genoemd naar de vindplaats van het mineraal: de prefectuur Tokio in Japan. Het werd pas in 2003 door de International Mineralogical Association (IMA) opgenomen in de lijst van mineralen.

## Eigenschappen
Het roodbruine tokyoïet heeft een monoklien kristalstelsel. De kristallen zijn erg klein en komen zelden gegroepeerd voor. Het breukvlak is subconchoïdaal. De hardheid is 4,5 tot 5 op de schaal van Mohs en de relatieve dichtheid bedraagt 4,62 g/cm³.
Tokyoïet is magnetisch, noch radioactief.

## Voorkomen
Tokyoïet wordt enkel in Italië en Japan aangetroffen. Het komt meestal voor als secundair mineraal op een matrix van brauniet of graniet.